# Épernon
Épernon – miejscowość i gmina we Francji, w Regionie Centralnym, w departamencie Eure-et-Loir.
Według danych na rok 1990 gminę zamieszkiwało 5097 osób, a gęstość zaludnienia wynosiła 793 osoby/km² (wśród 1842 gmin Regionu Centralnego Épernon plasuje się na 67. miejscu pod względem liczby ludności, natomiast pod względem powierzchni na miejscu 1309.).